# Aviron aux Jeux de l'Empire britannique et du Commonwealth de 1962
 (mars 2025).
Navigation
Édition 1958 Édition 1986
Aux Jeux de l'Empire britannique et du Commonwealth de 1962, la compétition d'aviron comportait six épreuves réservées aux hommes. Les épreuves ont eu lieu à Canning River prés de Applecross au sud de Perth. L'Angleterre a été la meilleure nation avec trois médailles d'or, devant la Nouvelle-Zélande avec deux médailles d'or.

## Podiums
| Event               | Or | Or       | Argent | Argent   | Bronze | Bronze   |
| ------------------- | --- | -------- | --- | -------- | --- | -------- |
| Skiff               | James Hill (NZL) | 00:07:40 | Bill Barry (ENG) | 00:07:45 | Ian Tutty (AUS) | 00:07:49 |
| Deux de couple      | George Justicz Nicholas Birkmyre (ENG) | 00:06:52 | Peter Watkinson Murray Watkinson (NZL) | 00:06:54 | Barclay Wade Graeme Squires (AUS) | 00:07:01 |
| Deux sans barreur   | Stewart Farquharson David Lee Nicholson (ENG)                                                                                                 | 00:07:04 | Graham Lawrence Murray Lawrence (NZL) | 00:07:08 | Rodger Ninham William Hatfield (AUS) | 00:07:10 |
| Quatre sans barreur | Christopher Davidge Michael Clay John Beveridge John Tilbury (ENG)                                                                            | 00:06:31 | David Edwards Jeremy Luke Richard Luke John Edwards (WAL)                                                                                  | 00:06:32 | Eldon Worobieff Thomas Gray Thomas Stokes Ray McIntosh (CAN)                                                                                         | 00:06:35 |
| Quatre barré        | Winston Stephens Keith Heselwood Hugh Smedley George Paterson Doug Pulman (NZL)                                                               | 00:06:48 | David Ramage Derek Norwood David Caithness David John Phillip Sarah (AUS)                                                                  | 00:06:49 | John Russell Richard Knight John Vigurs Colin Porter Michael Howard-Johnston (ENG)                                                                   | 00:07:05 |
| Huit                | Australie Charles Lehman Dushan Stankovich Graeme McCall Ian Douglas Martin Tomanovits Paul Guest Terry Davies Walter Howell David Palfreyman | 00:05:53 | Nouvelle-Zélande Alistair Dryden Alan Grey Christian Larsen Colin Cordes Darien Boswell Alan Webster Louis Lobel Leslie Arthur Robert Page | 00:05:54 | Angleterre Colin Porter Christopher Davidge John Beveridge Michael Howard-Johnston John Russell John Vigurs John Tilbury Richard Knight Michael Clay | 00:06:09 |

### Tableau des médailles
| Place | Pays             | Médaille d'or | Médaille d'argent | Médaille de bronze | Total |
| ----- | ---------------- | ------------- | ----------------- | ------------------ | ----- |
| 1.    | Angleterre       | 3             | 1                 | 2                  | 6     |
| 2.    | Nouvelle-Zélande | 2             | 3                 | 0                  | 5     |
| 3.    | Australie        | 1             | 1                 | 3                  | 5     |
| 4.    | Pays de Galles   | 0             | 1                 | 0                  | 1     |
| 5.    | Canada           | 0             | 0                 | 1                  | 1     |
| Total | Total            | 6             | 6                 | 6                  | 18    |